# Liste des lieux patrimoniaux de North Vancouver (ville)
Cet article recense les lieux patrimoniaux de la ville de North Vancouver inscrit au répertoire des lieux patrimoniaux du Canada, qu'ils soient de niveau provincial, fédéral ou municipal.
Pour le reste du district régional du Grand Vancouver, voie liste des lieux patrimoniaux du Grand Vancouver

## Liste des lieux patrimoniaux
| [ 1 ] | Lieu patrimonial                                                     | Illustration                      | Municipalité         | Adresse                     | Coordonnées      | No    | Constr. | Prot.                                | Rec. | Notes |
| ----- | -------------------------------------------------------------------- | --------------------------------- | -------------------- | --------------------------- | ---------------- | ----- | ------- | ------------------------------------ | ---- | ----- |
| M     | 214 West 6th Street                                                  | 214 West 6th Street               | North Vancouver      | 214 West 6th Street         | 49.3178 -123.078 | 2435  | 1907    | Community Heritage Register          | 1995 |       |
| M     | 240 East 10th Street Residence                                       | 240 East 10th Street Residence    | North Vancouver      | 240 East 10th Street        | 49.3171 -123.067 | 6208  | 1912    | Community Heritage Register          | 1995 |       |
| M     | 254 Keith Road East Residence                                        | 254 Keith Road East Residence     | North Vancouver      | 254 Keith Road East         | 49.3149 -123.068 | 6197  | 1909    | Heritage Designation                 | 1994 |       |
| M     | 256 East 10th Street Residence                                       | Téléverser                        | North Vancouver      | 256 East 10th Street        | 49.3171 -123.067 | 6325  | 1910    | Community Heritage Register          | 1995 |       |
| M     | Aberdeen Block                                                       | Aberdeen Block                    | North Vancouver      | 90 Lonsdale Avenue          | 49.3119 -123.078 | 2403  | 1911    | Community Heritage Register          | 1995 |       |
| M     | Administration Building                                              | Administration Building           | North Vancouver      | 131 East 2nd Street         | 49.3122 -123.077 | 2402  | 1942    | Community Heritage Register          | 1995 |       |
| M     | Archibald Residence                                                  | Archibald Residence               | North Vancouver      | 227 East 10th Street        | 49.3166 -123.068 | 2480  | 1909    | Community Heritage Register          | 1995 |       |
| M     | B.C. Telephone Building                                              | B.C. Telephone Building           | North Vancouver      | 117 West 1st Street         | 49.312 -123.079  | 2410  | 1926    | Community Heritage Register          | 1995 |       |
| M     | Baker Residence                                                      | Téléverser                        | North Vancouver      | 650 Keith Road West         | 49.3204 -123.09  | 2442  | 1914    | Community Heritage Register          | 1995 |       |
| M     | Bank of Hamilton Chambers                                            | Bank of Hamilton Chambers         | North Vancouver      | 92 Lonsdale Avenue          | 49.3117 -123.078 | 2408  | 1911    | Community Heritage Register          | 1995 |       |
| M     | Beasley Block                                                        | Beasley Block                     | North Vancouver      | 101 Lonsdale Avenue         | 49.312 -123.079  | 2407  | 1904    | Community Heritage Register          | 1995 |       |
| M     | Bow Residence                                                        | Téléverser                        | North Vancouver      | 320 Tempe Crescent          | 49.3354 -123.065 | 2400  | 1925    | Community Heritage Register          | 1995 |       |
| M     | Brown Residence                                                      | Téléverser                        | North Vancouver      | 238 East 11th Street        | 49.318 -123.068  | 2485  | 1912    | Community Heritage Register          | 1995 |       |
| M     | Burrard Dry Dock Company                                             | Burrard Dry Dock Company          | North Vancouver      | 109 East Esplanade          | 49.3084 -123.079 | 2443  | 1906    | Heritage Designation                 | 2000 |       |
| M     | Captain Archibald Residence                                          | Téléverser                        | North Vancouver      | 2735 Lonsdale Avenue        | 49.3348 -123.072 | 2399  | 1921    | Community Heritage Register          | 1995 |       |
| M     | Central School                                                       | Téléverser                        | North Vancouver      | 333 Chesterfield Avenue     | 49.3156 -123.08  | 2436  | 1902    | Community Heritage Register          | 1995 |       |
| M     | Church of St. John the Evangelist                                    | Church of St. John the Evangelist | North Vancouver      | 333 Chesterfield Avenue     | 49.3153 -123.081 | 2440  | 1900    | Community Heritage Register          | 1995 |       |
| M     | Clapham Residence                                                    | Clapham Residence                 | North Vancouver      | 736 East 3rd Street         | 49.3088 -123.059 | 6328  | 1912    | Community Heritage Register          | 1995 |       |
| M     | Colonial Apartments                                                  | Colonial Apartments               | North Vancouver      | 160 East 10th Street        | 49.317 -123.07   | 2439  | 1911    | Community Heritage Register          | 1995 |       |
| M     | Commercial Block                                                     | Commercial Block                  | North Vancouver      | 277 East 8th Street         | 49.3151 -123.067 | 2467  | 1912    | Community Heritage Register          | 1995 |       |
| M     | Coronation Block                                                     | Coronation Block                  | North Vancouver      | 105 Esplanade Avenue West   | 49.3111 -123.08  | 2438  | 1911    | Heritage Revitalization Agreement    | 1996 |       |
| M     | Crease Residence                                                     | Téléverser                        | North Vancouver      | 246 East 10th Street        | 49.3171 -123.067 | 6324  | 1911    | Heritage Designation                 | 1992 |       |
| M     | Cunliffe Residence                                                   | Téléverser                        | North Vancouver      | 419 East 13th Street        | 49.3196 -123.062 | 6205  | 1912    | Community Heritage Register          | 1995 |       |
| M     | Deptford Residence                                                   | Deptford Residence                | North Vancouver      | 426 Keith Road West         | 49.3204 -123.083 | 6203  | 1912    | Community Heritage Register          | 1995 |       |
| M     | Doherty Residence                                                    | Doherty Residence                 | North Vancouver      | 309 East 12th Street        | 49.3186 -123.066 | 6327  | 1920    | Heritage Designation                 | 1996 |       |
| M     | Doney Residence                                                      | Doney Residence                   | North Vancouver      | 745 Grand Boulevard         | 49.3136 -123.058 | 2423  | 1909    | Community Heritage Register          | 1995 |       |
| M     | Edington Residence                                                   | Téléverser                        | North Vancouver      | 848 East 6th Street         | 49.3117 -123.052 | 6331  | 1912    | Community Heritage Register          | 1995 |       |
| M     | Ellis Residence                                                      | Ellis Residence                   | North Vancouver      | 800 Grand Boulevard         | 49.3148 -123.056 | 2424  | 1910    | Community Heritage Register          | 1995 |       |
| M     | Emery Residence                                                      | Téléverser                        | North Vancouver      | 256 East 1st Street         | 49.3099 -123.073 | 6206  | 1908    | Community Heritage Register          | 1995 |       |
| M     | Fawcett Residence                                                    | Téléverser                        | North Vancouver      | 442 East 2nd Street         | 49.3083 -123.067 | 6333  | 1911    | Community Heritage Register          | 1995 |       |
| M     | Finlay's Row                                                         | Finlay's Row                      | North Vancouver      | 200 Block East 19th Street  | 49.3259 -123.068 | 2465  | 1910    | Community Heritage Register          | 1995 |       |
| M     | First Church of Christ Scientist                                     | First Church of Christ Scientist  | North Vancouver      | 185 Keith Road              | 49.3153 -123.071 | 2412  | 1925    | Community Heritage Register          | 1995 |       |
| M     | Foster Residence                                                     | Foster Residence                  | North Vancouver      | 276 Keith Road East         | 49.3147 -123.067 | 6198  | 1912    | Community Heritage Register          | 1995 |       |
| M     | Gill Residence                                                       | Gill Residence                    | North Vancouver      | 1617 Grand Boulevard        | 49.3232 -123.058 | 2415  | 1912    | Community Heritage Register          | 1995 |       |
| M     | Gill Residence                                                       | Téléverser                        | North Vancouver      | 231 East 10th Street        | 49.3166 -123.068 | 2481  | 1909    | Community Heritage Register          | 1995 |       |
| M     | Gill Residence, East 6th Street                                      | Téléverser                        | North Vancouver      | 736 East 6th Street         | 49.3117 -123.055 | 6332  | 1915    | Community Heritage Register          | 1995 |       |
| M     | Gladwin Residence                                                    | Téléverser                        | North Vancouver      | 225 East 10th Street        | 49.3166 -123.068 | 2479  | 1909    | Community Heritage Register          | 1995 |       |
| M     | Grand Boulevard                                                      | Grand Boulevard                   | North Vancouver      | Grand Boulevard             | 49.3198 -123.058 | 2425  | 1908    | Community Heritage Register          | 1995 |       |
| M     | Grant Residence                                                      | Grant Residence                   | North Vancouver      | 278 West 5th Street         | 49.3179 -123.081 | 6330  | 1923    | Heritage Designation                 | 1994 |       |
| M     | Hamersley Gardener's Cottage                                         | Téléverser                        | North Vancouver      | 364 East 1st Street         | 49.3084 -123.07  | 2406  | 1904    | Community Heritage Register          | 1995 |       |
| M     | Hamersley House                                                      | Téléverser                        | North Vancouver      | 350 East 2nd Street         | 49.3095 -123.07  | 2484  | 1904    | Community Heritage Register          | 1995 |       |
| M     | Hansbrough Residence                                                 | Hansbrough Residence              | North Vancouver      | 426 East 10th Street        | 49.3171 -123.062 | 6326  | 1912    | Community Heritage Register          | 1995 |       |
| M     | Harbour Manor                                                        | Téléverser                        | North Vancouver      | 250 East 1st Street         | 49.3098 -123.073 | 2405  | 1910    | Community Heritage Register          | 1995 |       |
| M     | Harrison Residence                                                   | Téléverser                        | North Vancouver      | 346 East 5th Street         | 49.3119 -123.067 | 6329  | 1912    | Heritage Designation                 | 2005 |       |
| M     | Haswell Residence                                                    | Haswell Residence                 | North Vancouver      | 910 Grand Boulevard         | 49.3158 -123.056 | 2421  | 1910    | Community Heritage Register          | 1995 |       |
| M     | Henderson Residence                                                  | Téléverser                        | North Vancouver      | 405 East 4th Street         | 49.3101 -123.067 | 2478  | 1909    | Community Heritage Register          | 1995 |       |
| M     | Hutchison Residence                                                  | Téléverser                        | North Vancouver      | 241 Keith Road East         | 49.3186 -123.079 | 6199  | 1909    | Heritage Designation                 | 2003 |       |
| M     | Jones Residence                                                      | Téléverser                        | North Vancouver      | 406 East 2nd Street         | 49.3087 -123.068 | 2417  | 1906    | Heritage Designation                 | 1991 |       |
| M     | Keith Block                                                          | Keith Block                       | North Vancouver      | 93 Lonsdale Avenue          | 49.3119 -123.079 | 2409  | 1908    | Community Heritage Register          | 1995 |       |
| M     | Keith Residence                                                      | Keith Residence                   | North Vancouver      | 750 Grand Boulevard         | 49.3137 -123.056 | 2422  | 1910    | Community Heritage Register          | 1995 |       |
| M     | Knowles Residence                                                    | Knowles Residence                 | North Vancouver      | 328 West 14th Street        | 49.3213 -123.08  | 2463  | 1909    | Community Heritage Register          | 1995 |       |
| M     | Larson Residence                                                     | Larson Residence                  | North Vancouver      | 254 West 6th Street         | 49.3185 -123.079 | 2462  | 1921    | Community Heritage Register          | 1995 |       |
| M     | Law Block                                                            | Law Block                         | North Vancouver      | 123 East 3rd Street         | 49.313 -123.076  | 2482  | 1913    | Community Heritage Register          | 1995 |       |
| F     | Lieu historique national du Canada de l'Église-Catholique-Saint-Paul | Téléverser                        | North Vancouver      | 426 Esplanade Street West   | 49.3159 -123.088 | 12683 | 1884    | National Historic Site of Canada     | 1980 |       |
| M     | Logan Residence                                                      | Logan Residence                   | North Vancouver      | 508-510 St. George's Avenue | 49.3138 -123.072 | 2401  | 1941    | Heritage Designation                 | 1998 |       |
| M     | Lonsdale School                                                      | Téléverser                        | North Vancouver      | 2151 Lonsdale Avenue        | 49.3292 -123.074 | 2445  | 1911    | Community Heritage Register          | 1995 |       |
| F     | Manège militaire                                                     | Téléverser                        | North Vancouver      |                             | 49.3225 -123.085 | 3608  | 1914    | Recognized Federal Heritage Building | 1988 |       |
| M     | McEwen Residence                                                     | McEwen Residence                  | North Vancouver      | 346 East 8th Street         | 49.315 -123.064  | 6336  | 1909    | Community Heritage Register          | 1995 |       |
| M     | McNair Residence                                                     | McNair Residence                  | North Vancouver      | 288 East 6th Street         | 49.314 -123.069  | 2483  | 1907    | Heritage Designation                 | 1992 |       |
| M     | Milne Residence                                                      | Milne Residence                   | North Vancouver      | 1849 Moody Avenue           | 49.3257 -123.06  | 6200  | 1911    | Community Heritage Register          | 1995 |       |
| M     | Mount Crown Block                                                    | Mount Crown Block                 | North Vancouver      | 109 East 1st Street         | 49.3118 -123.078 | 2404  | 1911    | Community Heritage Register          | 1995 |       |
| M     | Nixon Residence                                                      | Téléverser                        | North Vancouver      | 1234 Ridgeway Avenue        | 49.3194 -123.063 | 6202  | 1911    | Community Heritage Register          | 1995 |       |
| M     | North Vancouver Cartage Company                                      | Téléverser                        | North Vancouver      | 7A Lonsdale Avenue          | 49.3109 -123.08  | 2444  | 1908    | Community Heritage Register          | 1995 |       |
| M     | North Vancouver General Hospital                                     | North Vancouver General Hospital  | North Vancouver      | 240 East 13th Street        | 49.3204 -123.067 | 2466  | 1929    | Community Heritage Register          | 1995 |       |
| M     | Ottawa Gardens                                                       | Ottawa Gardens                    | North Vancouver      | West 6th Street             | 49.318 -123.079  | 2427  | 1906    | Community Heritage Register          | 1995 |       |
| M     | Pacific Great Eastern Railway Station                                | Téléverser                        | North Vancouver      | 107 Carrie Cates Court      | 49.3095 -123.082 | 2414  | 1914    | Heritage Designation                 | 1997 |       |
| M     | Peers Residence                                                      | Peers Residence                   | North Vancouver      | 1450 Jones Avenue           | 49.3219 -123.081 | 6201  | 1910    | Community Heritage Register          | 2006 |       |
| M     | Perry Residence                                                      | Perry Residence                   | North Vancouver      | 324 East 10th Street        | 49.3171 -123.065 | 6207  | 1909    | Community Heritage Register          | 1995 |       |
| M     | Post Office and Federal Building                                     | Téléverser                        | North Vancouver      | 100 East 1st Street         | 49.312 -123.078  | 2437  | 1949    | Community Heritage Register          | 1995 |       |
| M     | Queen Mary School                                                    | Queen Mary School                 | North Vancouver      | 230 Keith Road West         | 49.3191 -123.078 | 2413  | 1915    | Community Heritage Register          | 1995 |       |
| M     | Ridgeway School                                                      | Ridgeway School                   | North Vancouver      | 420 East 8th Street         | 49.3151 -123.062 | 2468  | 1912    | Community Heritage Register          | 1995 |       |
| M     | Sicot/Burmester Residence                                            | Téléverser                        | North Vancouver      | 621 West 15th Street        | 49.3219 -123.089 | 6335  | 1912    | Community Heritage Register          | 1995 |       |
| M     | Sisters of St. Paul School                                           | Sisters of St. Paul School        | North Vancouver      | 524 West 6th Street         | 49.3195 -123.086 | 2434  | 1932    | Community Heritage Register          | 1995 |       |
| M     | St. Andrew's United Church                                           | St. Andrew's United Church        | North Vancouver      | 1044 St. George's Avenue    | 49.317 -123.069  | 2464  | 1912    | Community Heritage Register          | 1995 |       |
| M     | St. Edmund's Church                                                  | Téléverser                        | North Vancouver      | 535 Mahon Avenue            | 49.3184 -123.081 | 2441  | 1910    | Community Heritage Register          | 1995 |       |
| M     | Steacy Residence                                                     | Steacy Residence                  | North Vancouver      | 567 Lonsdale Avenue         | 49.3159 -123.075 | 2411  | 1905    | Heritage Designation                 | 1992 |       |
| M     | Stephens Residence                                                   | Stephens Residence                | North Vancouver      | 234 West 6th Street         | 49.3182 -123.079 | 2433  | 1911    | Community Heritage Register          | 1995 |       |
| M     | Sutherland Residence                                                 | Téléverser                        | North Vancouver      | 2144 Mahon Avenue           | 49.3291 -123.078 | 6195  | 1912    | Community Heritage Register          | 1995 |       |
| M     | Syndicate Block                                                      | Syndicate Block                   | North Vancouver      | 104 West Esplanade          | 49.3116 -123.08  | 6334  | 1996    | Community Heritage Register          | 1995 |       |
| M     | Taylor Residence                                                     | Téléverser                        | North Vancouver      | 1653 Grand Boulevard        | 49.3136 -123.058 | 2419  | 1925    | Community Heritage Register          | 1995 |       |
| M     | Tesky Residence                                                      | Téléverser                        | North Vancouver      | 244 East 10th Street        | 49.3171 -123.067 | 6322  | 1912    | Community Heritage Register          | 1995 |       |
| M     | Vance Residence                                                      | Téléverser                        | North Vancouver      | 620 West 15th Street        | 49.3225 -123.089 | 2416  | 1910    | Heritage Designation                 | 1988 |       |
| M     | Victoria Park]                                                       | ]                                 | North Vancouver      | 650 Lonsdale Avenue         | 49.3169 -123.074 | 2426  | 1910    | Community Heritage Register          | 1995 |       |
| M     | Wright Residence                                                     | Téléverser                        | North Vancouver      | 146 East 3rd Street         | 49.3129 -123.075 | 6204  | 1904    | Heritage Designation                 | 1996 |       |
| M     | Wynard and Charlotte Gladwin Residence                               | Téléverser                        | North Vancouver      | 260 Keith Road East         | 49.3149 -123.068 | 6196  | 1908    | Heritage Designation                 | 1994 |       |
| M     | Young Residence                                                      | Young Residence                   | North Vancouver      | 1753 Grand Boulevard        | 49.3248 -123.058 | 2420  | 1927    | Community Heritage Register          | 1995 |       |
| M     | 268 West 6th Street                                                  | Téléverser                        | North Vancouver City | 268 West 6th Street         | 49.3187 -123.08  | 3819  | 1908    | Community Heritage Register          | 1995 |       |
| M     | 832 Cumberland Crescent                                              | Téléverser                        | North Vancouver City | 832 Cumberland Crescent     | 49.326 -123.096  | 3812  | 1911    | Community Heritage Register          | 1995 |       |
| M     | 842 Cumberland Crescent                                              | Téléverser                        | North Vancouver City | 842 Cumberland Cresecent    | 49.3261 -123.096 | 3811  | 1911    | Community Heritage Register          | 1995 |       |
| M     | 852 Cumberland Crescent                                              | Téléverser                        | North Vancouver City | 852 Cumberland Crescent     | 49.3261 -123.096 | 3810  | 1911    | Community Heritage Register          | 1995 |       |
| M     | 862 Cumberland Crescent                                              | Téléverser                        | North Vancouver City | 862 Cumberland Crescent     | 49.3261 -123.097 | 3809  | 1911    | Community Heritage Register          | 1995 |       |
| M     | 872 Cumberland Crescent                                              | Téléverser                        | North Vancouver City | 872 Cumberland Crescent     | 49.3261 -123.097 | 3808  | 1911    | Community Heritage Register          | 1995 |       |
| M     | Archibald Residence, East 7th Street                                 | Téléverser                        | North Vancouver City | 519 East 7th Street         | 49.3122 -123.062 | 3832  | 1914    | Community Heritage Register          | 1995 |       |
| M     | Chubb Residence                                                      | Chubb Residence                   | North Vancouver City | 345 East 9th Street         | 49.3154 -123.064 | 3830  | 1913    | Community Heritage Register          | 1995 |       |
| M     | Cunningham Residence                                                 | Téléverser                        | North Vancouver City | 172 East 25th Street        | 49.3325 -123.069 | 3806  | 1945    | Community Heritage Register          | 1995 |       |
| M     | Drysdale Residence                                                   | Drysdale Residence                | North Vancouver City | 266 West 6th Street         | 49.3187 -123.08  | 3818  | 1909    | Community Heritage Register          | 1995 |       |
| M     | Falcioni Residence                                                   | Téléverser                        | North Vancouver City | 168 East 1st Street         | 49.3111 -123.076 | 3833  | 1908    | Community Heritage Register          | 1995 |       |
| M     | H.D. Green-Armytage Residence                                        | H.D. Green-Armytage Residence     | North Vancouver City | 116 West 23rd Street        | 49.3306 -123.073 | 3807  | 1911    | Community Heritage Register          | 1995 |       |
| M     | Hall Residence                                                       | Hall Residence                    | North Vancouver City | 315 East 10th Street        | 49.3165 -123.066 | 2418  | 1912    | Heritage Designation                 | 1991 |       |
| M     | Harvie Residence                                                     | Téléverser                        | North Vancouver City | 952 Grand Boulevard         | 49.3164 -123.056 | 3829  | 1928    | Community Heritage Register          | 1995 |       |
| M     | Hoare Residence                                                      | Téléverser                        | North Vancouver City | 387 East 5th Street         | 49.3109 -123.067 | 3834  | 1908    | Community Heritage Register          | 1995 |       |
| M     | Howard-Gibbon Residence                                              | Howard-Gibbon Residence           | North Vancouver City | 262 West 6th Street         | 49.3186 -123.08  | 3817  | 1924    | Community Heritage Register          | 1995 |       |
| M     | Huggett Residence                                                    | Huggett Residence                 | North Vancouver City | 1533 Grand Boulevard        | 49.3225 -123.058 | 3814  | 1920    | Community Heritage Register          | 1995 |       |
| M     | Hughes Residence                                                     | Téléverser                        | North Vancouver City | 152 East 3rd Street         | 49.313 -123.075  | 3831  | 1905    | Community Heritage Register          | 1995 |       |
| M     | Humphreys Residence                                                  | Humphreys Residence               | North Vancouver City | 1500 Grand Boulevard        | 49.3221 -123.056 | 3815  | 1927    | Community Heritage Register          | 1995 |       |
| M     | Jones Residence, West 16th Street                                    | Jones Residence, West 16th Street | North Vancouver City | 343 West 16th Street        | 49.3228 -123.08  | 3813  | 1911    | Community Heritage Register          | 1995 |       |
| M     | Keller Residence                                                     | Keller Residence                  | North Vancouver City | 524 East 11th Street        | 49.318 -123.059  | 3823  | 1912    | Community Heritage Register          | 1995 |       |
| M     | Kinder Residence                                                     | Kinder Residence                  | North Vancouver City | 209 West 13th Street        | 49.3197 -123.076 | 3835  | 1908    | Community Heritage Register          | 1995 |       |
| M     | Kitchin Residence                                                    | Téléverser                        | North Vancouver City | 1509 Mahon Avenue           | 49.3225 -123.079 | 3838  | 1910    | Community Heritage Register          | 1995 |       |
| M     | MacLeod Residence                                                    | MacLeod Residence                 | North Vancouver City | 233 West 6th Street         | 49.3175 -123.079 | 3828  | 1922    | Community Heritage Register          | 1995 |       |
| M     | McDowell Residence                                                   | Téléverser                        | North Vancouver City | 1160 Grand Boulevard        | 49.3186 -123.056 | 3821  | 1927    | Community Heritage Register          | 1995 |       |
| M     | North Vancouver Masonic Temple                                       | North Vancouver Masonic Temple    | North Vancouver City | 1140 Lonsdale Avenue        | 49.3185 -123.072 | 3822  | 1911    | Community Heritage Register          | 1995 |       |
| M     | Paine Residence                                                      | Paine Residence                   | North Vancouver City | 217 East Keith Road         | 49.31 -123.07    | 3836  | 1911    | Heritage Designation                 | 1994 |       |
| M     | Purse Residence                                                      | Purse Residence                   | North Vancouver City | 513 East Keith Road         | 49.3131 -123.06  | 3837  | 1911    | Community Heritage Register          | 1995 |       |
| M     | Stewart Residence                                                    | Stewart Residence                 | North Vancouver City | 1105 Grand Boulevard        | 49.3179 -123.058 | 3820  | 1926    | Heritage Designation                 | 1990 |       |
| M     | Young Residence, 1312 Grand Boulevard                                | Téléverser                        | North Vancouver City | 1312 Grand Boulevard        | 49.3199 -123.056 | 3816  | 1909    | Community Heritage Register          | 1995 |       |